# Buffalo (Wyoming)
Buffalo város az USA Wyoming államában, Johnson megyében, melynek megyeszékhelye is. Lakosainak száma 4415 fő (2020. április 1.).

## Népesség
A település népességének változása:

| 2010 | 4 585 |
| 2020 | 4 415 |